# Winston-Salem Cycling Classic Women 2017
La 4ª edición de la Winston-Salem Cycling Classic en su versión femenina se corrió el 29 de agosto de 2017 sobre una distancia total de 109,4 km.
La carrera formó parte del calendario UCI Femenino dentro de la categoría 1.1 y fue ganada por la ciclista estadounidense Lauren Stephens del equipo  UCI Femenino el Team Tibco-Silicon Valley Bank.

## Equipos participantes
Tomaron la partida un total de 22 equipos, de los cuales 10 fueron equipos UCI Femeninos, 3 Selecciones Nacionales y 9 Equipos femeninos aficionados, quienes conformaron un pelotón de 113 ciclistas de los cuales terminaron 62.
| Equipos femeninos (10)- BTC City Ljubljana - Colavita-Bianchi - Hagens Berman-Supermint - Team Illuminate - Rally Cycling - Sho-Air Twenty20 - Team Tibco-Silicon Valley Bank - UnitedHealthcare - Visit Dallas DNA - Weber Shimano Ladies Power Equipos nacionales (3)- Colombia - Canadá - México Equipos femeninos de ciclismo amateur (9)- Conade Visit Mexico - IS Corp-Progress Software - Ortho Carolina - Pastaria Big Shark - Papa John’s-Trek - Pure Energy Fearless Femme - RoxSolt Attaquer - RTO - Velo Classic-Stan’s No Tubes |
| |

## Clasificaciones
Las clasificaciones finalizaron de la siguiente forma:

### Clasificación general
| \| Clasificación general \| Clasificación general \| Clasificación general \| Clasificación general \| Clasificación general \| \| Ciclista \| Ciclista \| Equipo \| Tiempo \| \| \| --------------------- \| --------------------- \| ----------------------------- \| --------------------- \| --------------------- \| \| 1.ª \| Lauren Stephens \| Tibco-Silicon Valley Bank \| 2 h 47 min 04 s \| \| \| 2.ª \| Leah Thomas \| Sho-Air Twenty20 \| + 16 s \| \| \| 3.ª \| Lauretta Hanson \| UnitedHealthcare Women's Team \| + 19 s \| \| \| 4.ª \| Lizzie Williams \| Hagens Berman-Supermint \| + 20 s \| \| \| 5.ª \| Peta Mullens \| Hagens Berman-Supermint \| + 32 s \| \| \| 6.ª \| Lex Albrecht \| Tibco-Silicon Valley Bank \| + 32 s \| \| \| 7.ª \| Eugenia Bujak \| BTC City Ljubljana \| + 33 s \| \| \| 8.ª \| Ingrid Drexel \| Tibco-Silicon Valley Bank \| + 40 s \| \| \| 9.ª \| Kirsti Lay \| Rally Cycling \| + 41 s \| \| \| 10.ª \| Polona Batagelj \| BTC City Ljubljana \| + 41 s \| \| \| 11.ª \| Emma Grant \| Colavita-Bianchi \| + 42 s \| \| \| 12.ª \| Erica Allar \| Rally Cycling \| + 43 s \| \| \| 13.ª \| Rushlee Buchanan \| UnitedHealthcare Women's Team \| + 44 s \| \| \| 14.ª \| Samantha Schneider \| \| + 44 s \| \| \| 15.ª \| Ruth Winder \| UnitedHealthcare Women's Team \| + 45 s \| \| |                    |                               |                 |
| |                    |                               |                 |
| Fuentes: ProCyclingStats Cycling Quotient |                    |                               |                 |
| Clasificación general |                    |                               |                 |
| Ciclista | Ciclista           | Equipo                        | Tiempo          |
| 1.ª | Lauren Stephens    | Tibco-Silicon Valley Bank     | 2 h 47 min 04 s |
| 2.ª | Leah Thomas        | Sho-Air Twenty20              | + 16 s          |
| 3.ª | Lauretta Hanson    | UnitedHealthcare Women's Team | + 19 s          |
| 4.ª | Lizzie Williams    | Hagens Berman-Supermint       | + 20 s          |
| 5.ª | Peta Mullens       | Hagens Berman-Supermint       | + 32 s          |
| 6.ª | Lex Albrecht       | Tibco-Silicon Valley Bank     | + 32 s          |
| 7.ª | Eugenia Bujak      | BTC City Ljubljana            | + 33 s          |
| 8.ª | Ingrid Drexel      | Tibco-Silicon Valley Bank     | + 40 s          |
| 9.ª | Kirsti Lay         | Rally Cycling                 | + 41 s          |
| 10.ª | Polona Batagelj    | BTC City Ljubljana            | + 41 s          |
| 11.ª | Emma Grant         | Colavita-Bianchi              | + 42 s          |
| 12.ª | Erica Allar        | Rally Cycling                 | + 43 s          |
| 13.ª | Rushlee Buchanan   | UnitedHealthcare Women's Team | + 44 s          |
| 14.ª | Samantha Schneider |                               | + 44 s          |
| 15.ª | Ruth Winder        | UnitedHealthcare Women's Team | + 45 s          |